# Риардон, Рэй
Рэй Риа́рдон (англ. Ray Reardon; 8 октября 1932, Тредегар, Блайнай-Гуэнт — 19 июля 2024) — валлийский бывший профессиональный игрок в снукер. Шестикратный победитель чемпионатов мира и множества других соревнований, он до сих пор считается самым лучшим снукеристом из Уэльса. Член Зала славы снукера с 2011 года.

## Биография
Рэй родился в 1932 году в маленьком шахтёрском городке Тредегар. Когда ему исполнилось 14 лет, Риардон последовал семейной традиции и стал шахтёром. В то же время он всерьёз увлекался снукером и даже надевал перчатки во время работы, чтобы не поранить руки и играть дальше. Но после того, как в шахте случился обвал и Рэй провёл несколько часов под завалом, он принял решение оставить работу шахтёром и вскоре устроился офицером полиции в городе Сток-он-Трент.

### Ранняя карьера
Тем не менее, он продолжил заниматься снукером и в 1949 году выиграл любительский турнир — News of the World. Ещё через год Риардону покорился титул чемпиона Уэльса среди любителей, на котором он впоследствии побеждал ещё 5 раз. Когда валлиец переехал обратно в Тредегар, он стал устраивать показательные матчи с другим талантливым игроком, Клиффом Уилсоном, и эти матчи всегда привлекали множество зрителей. Таким образом Рэй постоянно совершенствовал свою игру и, в конце концов, в 1964 году выиграл любительский чемпионат Англии. В финале он победил англичанина Джона Спенсера, который, как потом оказалось, стал его главным соперником на профессиональных соревнованиях.
Этот успех стал определяющим во всей карьере Риардона. Вскоре талантливым снукеристом заинтересовались спонсоры, и в 1967 году он принял решение покинуть прежнюю работу. Опираясь лишь на свою семью, Рэй понимал, что в случае неудачи он может многое потерять, но не изменил своей цели и уже через несколько месяцев получил статус профессионала.

## Профессиональная карьера (1967—1992)
Первое появление Риардона на чемпионате мира состоялось в 1969 году. Тогда валлиец в дебютном матче уступил Фреду Дэвису со счётом 24:25. Однако уже на следующем первенстве «Дракула» проявил себя в полную силу — он выиграл первенство со второй попытки. В решающем матче Рэю противостоял восьмикратный чемпион мира — Джон Пульман, и валлиец завершил победное шествие последнего, победив 37:33. После этой победы Риардона стали часто приглашать на выставочные матчи. А после того, как в том же году он выиграл турнир Pot Black Cup, Рэй стал самой известной снукерной личностью.
Однако он не смог защитить титул чемпиона на следующий год, крупно проиграв в четвертьфинале Спенсеру — 15:34. Неудачным оказался и следующий чемпионат, когда валлиец в первом круге неожиданно уступил Рексу Уильямсу. Только в 1973 году он вернул себе главный трофей. Рэй победил австралийца Эдди Чарльтона со счётом 38:32, но матчем турнира стал полуфинал между Риардоном и Спенсером, закончившийся 23:22 в пользу валлийца. Через год он стал трёхкратным чемпионом мира, выиграв у англичанина Грэма Майлса.
В 1975 году, когда первенство проводилось в Австралии, Риардону уже в первом раунде предстоял тяжёлый матч с Джоном Спенсером, который валлиец всё же выиграл со счётом 19:17. Затем он уже без особых затруднений победил Алекса Хиггинса, 19:14, и, наконец, в финале снова встретился с местным любимцем — Эдди Чарльтоном. В матче до тридцати одной победы Рэй отставал в счёте — 23:29, но вовремя собрался и выиграл семь фреймов подряд. Затем Чарльтон взял шестидесятую партию, уравняв шансы на победу, но Риардон победил в решающем фрейме и оставил титул за собой. А ещё через некоторое время валлиец стал финалистом престижного турнира Мастерс.
В следующем году Рэй Риардон выиграл сразу три профессиональных турнира, чего до тех пор не удавалось сделать никому. Он уже в четвёртый раз подряд одержал победу на чемпионате мира, в финале выиграв у Алекса Хиггинса, и вновь стал победителем Мастерс; также валлиец выиграл нерейтинговый турнир Pontins Professional. Это был превосходный результат, так как профессиональных соревнований в то время набиралось всего три или четыре за год.
Когда в сезоне 1977/78 появился мировой рейтинг снукеристов, Рэй уверенно занял в нём первое место с 15 очками, обойдя североирландца Хиггинса на шесть. Здесь всё было прогнозируемо, но полной неожиданностью стал его проигрыш в Крусибле Джону Спенсеру со счётом 6:13. Спенсер, таким образом, закончил победное шествие валлийца, которое длилось уже шесть лет.
Валлийцу удалось вернуть себе звание чемпиона мира в 1978 году, завоевав шестой титул победой над Перри Мансом, 25:18. А чуть позже он во второй раз выиграл Pot Black Cup, победил на весьма важном и престижном турнире Professional Players (будущий Гран-при) и добился побед на чемпионате Уэльса в 1981 и 1983 годах. 1-е место в рейтинге Рэй удерживал до сезона 1980/81, пока в конце концов не пропустил вперёд канадца Клиффа Торбурна. Однако уже в следующем году Рэй снова стал во главе рейтинга, благодаря седьмому финалу на мировом первенстве. Будь Риардон немного младше, он, возможно, и сумел бы стать семикратным чемпионом, но в возрасте 50 лет было трудно играть с такими сильными снукеристами, как Алекс Хиггинс, тем более в столь важном матче. Поэтому Хиггинс и взял верх со счётом 18:15.
В 1983 году он стал самым возрастным игроком, выигрывавшим профессиональный титул: тогда, в финале Yamaha Organs International Masters он победил Джимми Уайта, 9:6.
Трудности в игре появились у Риардона в 1982 году, когда умер его отец. У него упало зрение, и последние годы своей карьеры Рэй носил очки «в стиле Денниса Тейлора». Тем не менее, он сыграл свой последний финал в 1985 году на турнире World Doubles, и в паре с Тони Джонсом уступил Стиву Дэвису с Тони Мео, 5:12. В том же году валлиец вышел в полуфинал чемпионата мира, хотя и там проиграл Дэвису со счётом 5:16.
В 1988 году Рэй, неожиданно для всех, обыграл Стива Дэвиса 5:0 на турнире British Open, однако его быстрое ухудшение позиций в мировом рейтинге было неизбежным. Поэтому в 1992 году, в возрасте 60 лет, Риардон ушёл из профессионалов. Но он продолжал быть активным участником в развитии снукера, как один из председателей WPBSA, и ещё долгое время выступал в соревнованиях для бывших профессионалов. А в начале 2000-х годов Риардон также занимался тренерской деятельностью, в частности — работал с Ронни О’Салливаном в сезоне 2004/2005.
Последние годы жизни Риардон жил в деревне Чарстон (графство Девон, Англия), увлекался гольфом и снукером.
Рирдон умер от рака 19 июля 2024 года в возрасте 91 года.

## Достижения
Риардона очень любили за то, что он всегда добавлял игре зрелищности и юмора. Славящийся своими дальними ударами, он провёл семнадцать беспроигрышных матчей на первенстве мира и выигрывал этот самый престижный турнир четыре раза подряд. Рэй заслужил прозвище «Дракула» из-за своей постоянной прически — тёмных, гладко зачёсанных назад волос, и неправильного прикуса. Его внешность даже обыгрывалась в мюзикле Billy the Kid and the Green Baize Vampire. Риардон также стал героем песни английской группы Lawnmower Deth «Spook Perv Happenings in the Snooker Hall».
Рэй Риардон стал профессионалом в 1967 году и играл вплоть до 1992 года. Он был безусловным лидером снукера в 1970-е годы, сыграв семь финалов чемпионата мира и выиграв шесть. Дважды, в 1979 и 1980, Риардон в составе сборной Уэльса добивался побед на командном Кубке мира. Рэй оставался самым возрастным победителем первенства — свой последний титул чемпиона он взял в 1978 году, в возрасте 45 лет и 6 месяцев — до 2022 года, когда чемпионат мира в возрасте 46 лет и 4 месяцев выиграл  Ронни О’Салливан. В 1985, за заслуги перед Великобританией валлиец удостоился высокого звания MBE — ордена Британской империи. Он был самым серийным снукеристом своего времени, сделав за карьеру более 70 сенчури в официальных матчах. Даже сейчас, когда снукер намного более развит, чем в 1970-е, многие считают Риардона лучшим снукеристом Уэльса и одним из лучших за всю историю игры.

## Достижения в карьере

### Рейтинговые турниры
- Чемпионат мира победитель — 1974-1976, 1978
- Чемпионат мира финалист — 1982
- Professional Players чемпион — 1982

### Нерейтинговые турниры
- Чемпионат мира победитель — 1970, 1973
- Мастерс чемпион — 1976
- Мастерс второе место — 1975
- Yamaha International Masters чемпион — 1983
- Welsh Professional победитель — 1977, 1981, 1983
- Pontins Professional чемпион — 1974-1976, 1978
- Pontins Open чемпион — 1975
- Pot Black Cup чемпион — 1969, 1979
- Кубок мира победитель (в составе валлийской команды) — 1979-1980
- Кубок мира финалист (в составе валлийской команды) — 1981, 1983
- World Matchplay финалист — 1976

### Любительские турниры
- News of the World победитель — 1949
- Чемпионат Англии победитель — 1964
- Чемпионат Уэльса победитель — 1950, ?

## Места вмировом рейтинге
| Сезон   | Место |
| ------- | ----- |
| 1976/77 | 1     |
| 1977/78 | 1     |
| 1978/79 | 1     |
| 1979/80 | 1     |
| 1980/81 | 1     |
| 1981/82 | 4     |
| 1982/83 | 1     |
| 1983/84 | 2     |
| 1984/85 | 5     |
| 1985/86 | 6     |
| 1986/87 | 15    |
| 1987/88 | 38    |
| 1988/89 | 40    |
| 1989/90 | 54    |
| 1990/91 | 73    |
| 1991/92 | 126   |